# The Possession (película de 2012)
The Possession (Posesión satánica en Hispanoamérica y The Possession - El origen del mal en España) es una película estadounidense de terror del año 2012, protagonizada por Natasha Calis.

## Argumento
Una señora mayor sufre terribles dolores cuando su casa se incendia. Ya en el hospital sólo consigue balbucear lo mucho que odia “la caja”. Días después en el jardín de su casa se celebra una venta de jardín. La pequeña Emily (Natasha Calis) y su padre compran “la caja” y se la llevan a casa. A partir de este momento, extraños sucesos empiezan a pasar: la casa se llena de bichos, la pequeña cada vez tiene peor aspecto, unas ratas atacan a uno de sus profesores.
Clyde (Jeffrey Dean Morgan) y Stephanie Brenek (Kyra Sedgwick) no ven motivo de alarma en la extraña obsesión de su hija, por una caja antigua de madera que ha comprado de segunda mano. Pero cuando su comportamiento se vuelve agresivo, la pareja empieza a temerse que haya una presencia maléfica entre ellos, sobre todo al descubrir que la caja en cuestión fue creada para albergar a un dibbuk, un espíritu desencarnado que toma posesión del cuerpo de un ser humano y acaba por consumirlo, a menos que consigan devolverlo a la caja mediante un exorcismo.

## Reparto
- Natasha Calis como Emily Brenek.
- Jeffrey Dean Morgan como Clyde Brenek.
- Kyra Sedgwick como Stephanie Brenek.
- Madison Davenport como Hannah Brenek.
- Grant Show como Brett.
- Quinn Lord como Estudiante.
- Matisyahu como Tzadok.
- Jay Brazeau como Profesor McMannis.
- David Hovan como Rabbi Adan.
- Brenda Crichlow como Miss Shandy.
- Anna Hagan como Eleanor.